# Tytroca amphiscia
Tytroca amphiscia är en fjärilsart som beskrevs av Powell och Charles E. Rungs 1943. Tytroca amphiscia ingår i släktet Tytroca och familjen nattflyn. Inga underarter finns listade i Catalogue of Life.